# マールテン・チャリンギ
マールテン・チャリンギ（Maarten Tjallingii、1977年11月5日 - ）は、オランダ・レーワルデン出身の元自転車競技（ロードレース）選手。

## 経歴
2003年から2005年まで、マルコポーロに在籍。シクロクロスやマウンテンバイクレースにも取り組んでいた。
2006年、スキル・シマノと契約を結んでプロ転向。
- ツール・ド・ベルギー 総合優勝
- ツアー・オブ・チンハイレイク総合優勝。

2007年
- ツール・ド・ベルギー 総合2位

2008年、サイレンス・ロットに移籍。
- ブエルタ・ア・エスパーニャ初出場、総合58位。

2009年、ラボバンクに移籍。
- ジロ・デ・イタリア初出場、総合100位。
- エネコ・ツアー総合8位。

2010年
- エネコ・ツアー 総合7位

2011年
- パリ〜ルーベ 3位

2013年
- ワールド・ポート・クラシック 第2ステージ 優勝

2016年引退。
2019年はコンチネンタルチームであるSEGレーシングアカデミーのアシスタント・スポーツディレクターを務めた。
2022年からはコンチネンタルチームであるチャイナ・グローリー・コンチネンタル・サイクリングチームのチーム代表を務める。